# Poudre à éternuer

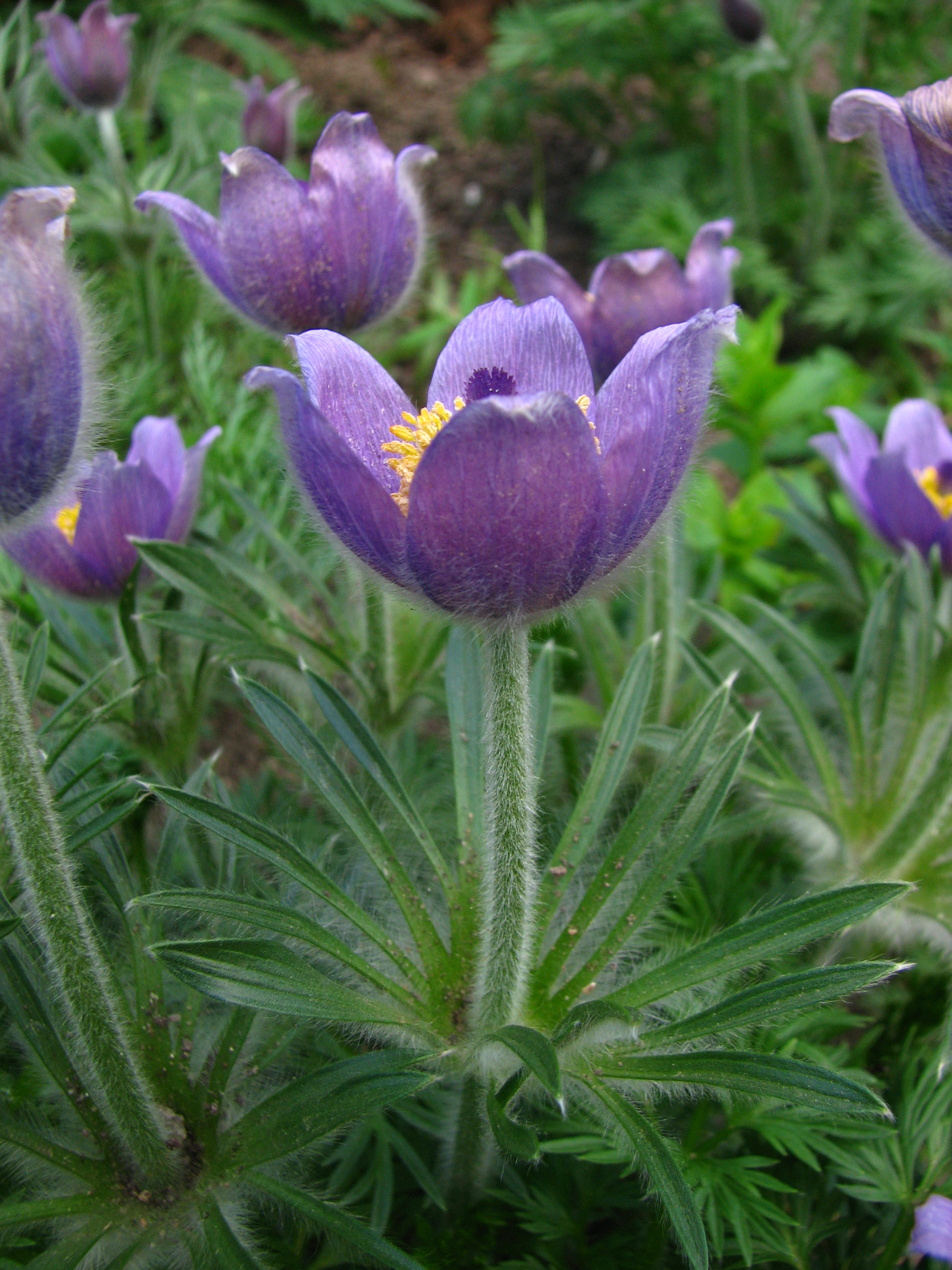
Les fleurs d'Anémone pulsatille entrent dans la composition de poudres à éternuer.

La poudre à éternuer est un produit irritant les muqueuses nasales conçu pour diffuser rapidement dans l'air ambiant et provoquer l'éternuement des personnes qui le respirent, habituellement pour leur faire une farce.
Les alcaloïdes des poudres à éternuer contenant du Vératre blanc (Veratrum album) ont été liées à des cas d'empoisonnement, avec notamment des dyspepsies, évanouissements, bradycardies et hypotensions. Les enfants y sont particulièrement vulnérables.